# Wyeomyia forcipenis
Wyeomyia forcipenis är en tvåvingeart som beskrevs av Lourenco-de-oliveira och Silva 1985. Wyeomyia forcipenis ingår i släktet Wyeomyia och familjen stickmyggor. Inga underarter finns listade i Catalogue of Life.